# Prager Schule
Die Prager Schule war ursprünglich ein Kreis von Vertretern der funktional-strukturalistischen Linguistik in der Tschechoslowakei, der 1926 als »Prager sprachwissenschaftlicher Kreis« (Pražský lingvistický kroužek) institutionalisiert wurde. Heutzutage ist die Prager Schule ein Verein, der sich zum Ziel gesetzt hat, nach funktionalen und strukturellen Prinzipien zur Kenntnis der Sprache und verwandter Zeichensysteme beizutragen. Zu diesem Zweck organisiert es regelmäßige Treffen mit Vorträgen und Debatten, veröffentlicht Fachpublikationen und organisiert internationale Veranstaltungen.
In seiner »klassischen« Periode (1926–1948) konzentrierten sich die Prager Strukturalisten ausgehend von den Arbeiten von Ferdinand de Saussure und den Theorien der russischen Formalisten vor allem auf Phonologie (zum Beispiel Nikolai S. Trubetzkoy, Roman O. Jakobson, Vilém Mathesius, Bohuslav Havránek und Bohumil Trnka) sowie auf die Theorie der geschriebenen Sprache (zum Beispiel Josef Vachek), später auch auf Onomasiologie und Syntax (Miloš Dokulil, František Daneš) sowie Typologie (zum Beispiel Vladimír Skalička).
Die Sprache wird von den Prager Linguisten als ein System funktioneller formaler Elemente (Phoneme, Morpheme, Wörter, Phrasen, Sätze, Texte) zur Schaffung von Kommunikation verstanden. Damit gehört die Prager Schule auch zu den funktionalistischen Sprachtheorien.
Die Prager Schule begründete die Phonologie als linguistische Teildisziplin.
Unter Rückgriff auf Konzepte der russischen Sprachwissenschaft schufen die tschechischen Mitglieder des Prager Linguistenkreises die Theorie der Sprachkultur als Grundlage für die Standardisierung des Tschechischen.
Seit den 1960er Jahren wird von der „neuen“ Prager Schule die funktionale generative Beschreibung entwickelt.
Andere strukturalische Strömungen neben der Prager Schule sind vor allem die US-amerikanische Taxonomie und die Kopenhagener und die Genfer Schule.
Einige der zentralen Theoreme der Prager Schule wurden ab Ende der 1920er Jahre auch von führenden tschechischen Literaturtheoretikern wie z. B. Jan Mukařovský übernommen. Diesen literaturtheoretischen Ableger des Prager Linguistenkreises bezeichnet man auch als Prager literaturwissenschaftlichen Strukturalismus.
Von der Prager Schule der Sprachwissenschaft stark geprägt war auch die Prager Schule der Sinologie, die v. a. in den 1950er und 1960er Jahren blühte (Jaroslav Průšek, Jarmila Kalousková, Paul Kratochvíl, Oldřich Švarný, Jaromír Vochala, Zdenka Heřmanová und Danuška Heroldová-Šťovíčková).